# Spoorlijn Aigle - Champéry
De spoorlijn Aigle - Champéry is een Zwitserse spoorlijn tussen Aigle - Ollon - Monthey Ville - Champéry van de voormalige spoorwegmaatschappij Chemin de fer Aigle-Ollon-Monthey-Champéry (AOMC) gelegen in kanton Vaud.

## Geschiedenis
De Chemin de fer Aigle-Ollon-Monthey (AOM) opende in 1907 het traject van het station Aigle gelegen in kanton Vaud over Ollon naar het station van Monthey gelegen in kanton Wallis.
Het 11,2 kilometer lange traject loopt van het SBB-station in Aigle, gelegen in het Rhônedal, naar het SBB-station in Monthey en is uitgevoerd in meterspoor
De Chemin de fer Monthey-Champéry-Morgins (MCM) opende in 1908 het traject van Monthey naar Champéry gelegen in kanton Wallis.
Het 12,2 kilometer lange traject loopt van het SBB-station in Monthey gelegen in het Rhônedal met een spoorwijdte van 1.000 mm en een tandstaaf Strub. Dit traject heeft drie tandstaafdelen met een lengte van 3,5 kilometer en een helling tot 135‰.
In 1946 fuseerde de AOM met de MCM en ontstond de Chemin de fer Aigle-Ollon-Monthey-Champéry (AOMC)
De Transports Publics du Chablais SA (TPC) was sinds 1975 een samenwerkingsverbond van de AL, ASD en de BVB. In 1977 voegde de AOMC zich bij de TPC.

### Fusie
- De Transports Publics du Chablais SA (afgekort TPC) is een Zwitserse onderneming die ontstond in 1999 door de fusie van:
  - Chemin de fer Bex-Villars-Bretaye (BVB)
  - Chemin de fer Aigle-Leysin (AL)
  - Chemin de fer Aigle-Sépey-Diablerets (ASD)
  - Chemin de fer Aigle-Ollon-Monthey-Champéry (AOMC)

## Tandradsysteem

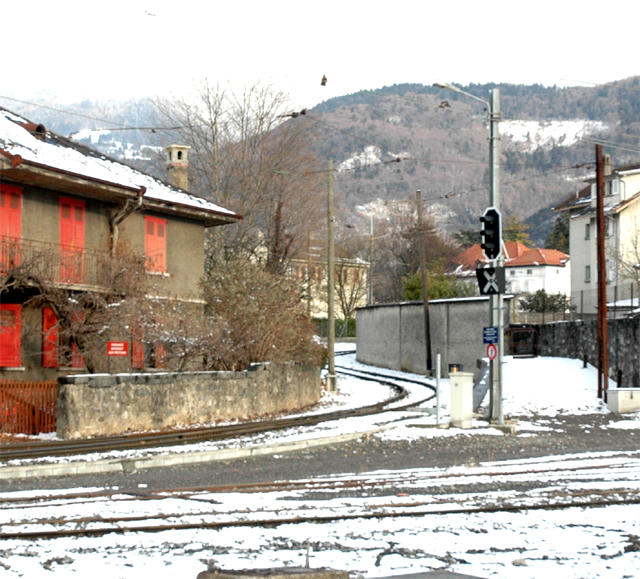
Het voormalige traject van de AOMC door de stad Aigle op 1 maart 2006

De Chemin de fer Aigle-Ollon-Monthey-Champéry maakt gebruik van het tandradsysteem Strub. Dit is ontwikkeld door de Zwitserse ingenieur en constructeur Emil Victor Strub (1858-1909). De route is in de zomer van 2016 ingrijpend gemoderniseerd. Het tandradsysteem Strub is vervangen door een tandradsysteem Abt.

## Elektrische tractie
Het traject werd geëlektrificeerd met een spanning 900 volt gelijkstroom. Deze werd in 2016 verhoogd tot 1500 volt.

## Gemoderniseerd
In de zomer van 2016 werd de route uitgebreid gemoderniseerd. Het tandradsysteem werden volledig vernieuwd en het bestaande tandradsysteem Strub werd vervangen door Abt tandradsysteem. Bij de halte Pont de Chernex is het tandradsysteem afgebroken. Verder werd de bovenleidingspanning verhoogd van 950 tot 1500V. De secties van de TPC die vanaf Aigle lopen, hebben nu dus allemaal hetzelfde tandradsysteem en dezelfde spanning. Het verkeer wordt nu volledig afgehandeld met de nieuw geleverde container. Van de bestaande tractie-eenheden van de AOMC werden alleen de twee in 2001 geleverde twee deelig treinstellen Beh 4/8 591-592-wagens aangepast.